# Núria Picas
Núria Picas (Manresa, 2 de noviembre de 1976) es una corredora de montaña y de trail running española que ganó el premio 2012 Skyrunner World Series en SkyUltra. Fue galardonada con la Creu de Sant Jordi en 2019.

## Resultados selectos
| Posición global | Puesto | Carrera                      | Distancia | Fecha                   | Tiempo   |
| --------------- | ------ | ---------------------------- | --------- | ----------------------- | -------- |
| 27.º            | 2      | Transvulcania                | 83.3 km   | 12 de mayo de 2012      | 8:51:59  |
| 29.º            | 1      | Grande Curse des Templiers   | 72 km     | 28 de octubre de 2012   | 7:16:58  |
| 19.º            | 2      | Transvulcania                | 83.3 km   | 11 de mayo de 2013      | 8:19:30  |
| 19.º            | 2      | Ultra-Estela du Mont-Blanc   | 168 km    | 30 de agosto de 2013    | 24:32:20 |
| 27.º            | 1      | Grande Curse des Templiers   | 73 km     | 27 de octubre de 2013   | 7:57:49  |
| 15.º            | 1      | Transgrancanaria             | 125 km    | 1 de marzo de 2014      | 16:44:55 |
| 13.º            | 1      | Ultra-Estela Mt.Fuji         | 100 mi    | 25 de abril de 2014     | 23:27:34 |
| 13.º            | 1      | The North Face 100 Australia | 100 km    | 17 de mayo de 2014      | 10:57:46 |
| 29.º            | 2      | Ultra-Estela du Mont-Blanc   | 168 km    | 29 de agosto de 2014    | 24:54:29 |
| 28.º            | 1      | Grande Curse des Templiers   | 73 km     | 26 de octubre de 2014   | 7:51:46  |
| 18.º            | 3      | Tarawera Ultramarathon       | 100 km    | 7 de febrero de 2015    | 9:40:48  |
| 14.º            | 1      | Transgrancanaria             | 125 km    | 7 de marzo de 2015      | 16:53:27 |
| 12.º            | 1      | Grand Raid                   | 167 km    | 22 de octubre de 2015   | 28:10:35 |
| 41.º            | 3      | Grande Curse des Templiers   | 76 km     | 23 de octubre de 2016   | 8:22:42  |
| 20.º            | 1      | Hong Kong 100                | 100 km    | 14 de enero de 2017     | 11:18:57 |
| 41.º            | 1      | Ultra-Estela du Mont-Blanc   | 167 km    | 1 de septiembre de 2017 | 25:46:43 |
| 18.º            | 1      | Salomon Ultra Pirineu 2022   | 100 km    | 1 de octubre de 2022    | 12:12:40 |